# Friedrich-Carl Cranz
Friedrich-Carl Cranz (14 de noviembre de 1886 - 24 de marzo de 1941) fue un general alemán durante la II Guerra Mundial que comandó la 18.ª División de Infantería. Fue condecorado con la Cruz de Caballero de la Cruz de Hierro. Cranz murió el 24 de marzo de 1941 en un accidente de entrenamiento por fuego amigo de artillería. Fue enterrado en el Cementerio de los Inválidos en Berlín.

## Condecoraciones
- Cruz de Caballero de la Cruz de Hierro el 29 de junio de 1940 como Generalleutnant y comandante de la 18. Infanterie-Division[1]